# Mourão
Mourão é uma vila raiana portuguesa do Distrito de Évora, integrando a sub-região Alentejo Central (NUT III) e a região Alentejo (NUT II), tendo 1542[carece de fontes?] habitantes (2021).
A vila de Mourão é sede do Município de Mourão que tem 278,63 km² de área e 2 424 habitantes (2023), subdividido em 3 freguesias. O município é limitado a norte pelo município do Alandroal, a leste pela Espanha, a sueste por Barrancos, a sul por Moura e a oeste por Reguengos de Monsaraz.
Mourão encontra-se atualmente rodeado pela água do lago do Alqueva, perfilando-se este novo recurso natural como um dos motores do desenvolvimento económico sustentado desta localidade e do concelho.

## História
Esta vila ficou imortalizada por Frei António das Chagas que escreveu o poema Mouram Restaurado, referindo-se à sua reconquista durante a Guerra da Restauração, dedicando-o ao seu comandante e o organizador de tamanho feito Joanne Mendes de Vasconcelos. O município merece ser visitado.
Com uma história muito rica, foi no seu território que ocorreu a batalha de Mourão entre portugueses e castelhanos, vencida pelos primeiros em 1477, no decorrer da Guerra de Sucessão de Castela.
Ao contrário do que acontece em algumas outras localidades raianas de Portugal e Espanha (como Évora, Elvas, Castelo Rodrigo ou Zamora) não existe em Mourão nenhum feriado municipal, cerimónia oficial regular ou reconstituição teatral que assinale estas vitórias militares (restauração de Mourão em 28 de Outubro de 1657 ou batalha de Mourão em 1477).
No século XVIII, Mourão sofreu os efeitos do terramoto de 1755, que, conjuntamente com os trabalhos de arranjo, ampliação e consolidação da estrutura defensiva do castelo, iniciados no século anterior, e o estado de destruição deixado pelos inimigos levaram ao redesenhar da traça urbanística da vila.
No século XIX, a nova reforma administrativa levou à criação de novos limites concelhios, o que no caso de Mourão contribuiu para que este fosse extinto e anexado ao concelho de Reguengos de Monsaraz, pelo decreto de 24 de Outubro de 1853. Em 1861, o concelho de Mourão foi novamente restabelecido.

## Freguesias

Freguesias do município de Mourão

O município de Mourão está dividido em 3 freguesias:
- Granja
- Luz
- Mourão

## Património
- Castelo da Lousa ou Castelo romano da Lousa -  Monumento Nacional
- Castelo de Mourão -  Monumento de Interesse Público
- Igreja de Nossa Senhora das Candeias
- Igreja da Misericórdia
- Capela de São Francisco
- Igreja de São Brás, em Granja
- Ermida de São Sebastião
- Ermida de São Bento

## Cultura, turismo e lazer
- Museu da Aldeia da Luz
- Museu da Adega Cooperativa de Granja
- Praia Fluvial de Mourão
- Galeria Municipal de Mourão
- Chaminés Mouriscas
- Biblioteca Municipal
- Praça de Touros Dr. Libânio Esquível
- Jardim e Coreto da Praça da República
- Museu Etnográfico, em Granja
- Parque Recreativo de São Bento
- Piscinas Municipais
- Cineteatro de Mourão[8]

## Evolução da população do município
De acordo com os dados do INE o distrito de Évora registou em 2021 um decréscimo populacional na ordem dos 8,5% relativamente aos resultados do censo de 2011. No município de Mourão esse decréscimo rondou os 11,7%. 
| Número de habitantes ★ | Número de habitantes ★ | Número de habitantes ★ | Número de habitantes ★ | Número de habitantes ★ | Número de habitantes ★ | Número de habitantes ★ | Número de habitantes ★ | Número de habitantes ★ | Número de habitantes ★ | Número de habitantes ★ | Número de habitantes ★ | Número de habitantes ★ | Número de habitantes ★ | Número de habitantes ★ | Número de habitantes ★ |
| ---------------------- | ---------------------- | ---------------------- | ---------------------- | ---------------------- | ---------------------- | ---------------------- | ---------------------- | ---------------------- | ---------------------- | ---------------------- | ---------------------- | ---------------------- | ---------------------- | ---------------------- | ---------------------- |
| 1864                   | 1878                   | 1890                   | 1900                   | 1911                   | 1920                   | 1930                   | 1940                   | 1950                   | 1960                   | 1970                   | 1981                   | 1991                   | 2001                   | 2011                   | 2021                   |
| 3 247                  | 3 855                  | 3 873                  | 3 855                  | 4 154                  | 4 268                  | 5 064                  | 5 488                  | 5 720                  | 5 815                  | 4 039                  | 3 487                  | 3 273                  | 3 230                  | 2 663                  | 2 351                  |

★ Número de habitantes "residentes", ou seja, que tinham a residência oficial neste município à data em que os censos  se realizaram.	
| Número de habitantes por Grupo Etário ★★ | Número de habitantes por Grupo Etário ★★ | Número de habitantes por Grupo Etário ★★ | Número de habitantes por Grupo Etário ★★ | Número de habitantes por Grupo Etário ★★ | Número de habitantes por Grupo Etário ★★ | Número de habitantes por Grupo Etário ★★ | Número de habitantes por Grupo Etário ★★ | Número de habitantes por Grupo Etário ★★ | Número de habitantes por Grupo Etário ★★ | Número de habitantes por Grupo Etário ★★ | Número de habitantes por Grupo Etário ★★ | Número de habitantes por Grupo Etário ★★ | Número de habitantes por Grupo Etário ★★ |
| ---------------------------------------- | ---------------------------------------- | ---------------------------------------- | ---------------------------------------- | ---------------------------------------- | ---------------------------------------- | ---------------------------------------- | ---------------------------------------- | ---------------------------------------- | ---------------------------------------- | ---------------------------------------- | ---------------------------------------- | ---------------------------------------- | ---------------------------------------- |
|                                          | 1900                                     | 1911                                     | 1920                                     | 1930                                     | 1940                                     | 1950                                     | 1960                                     | 1970                                     | 1981                                     | 1991                                     | 2001                                     | 2011                                     | 2021                                     |
| 0–14 Anos                                | 1 166                                    | 1 397                                    | 1 147                                    | 1 560                                    | 1 668                                    | 1 445                                    | 1 473                                    | 1 015                                    | 776                                      | 649                                      | 527                                      | 412                                      | 321                                      |
| 15–24 Anos                               | 651                                      | 683                                      | 854                                      | 913                                      | 914                                      | 1 073                                    | 882                                      | 590                                      | 490                                      | 429                                      | 393                                      | 320                                      | 238                                      |
| 25–64 Anos                               | 1 639                                    | 1 875                                    | 1 975                                    | 2 240                                    | 2 490                                    | 2 682                                    | 2 980                                    | 2 225                                    | 1 589                                    | 1 509                                    | 1 552                                    | 1 248                                    | 1 134                                    |
| = ou > 65 Anos                           | 165                                      | 208                                      | 146                                      | 267                                      | 357                                      | 455                                      | 480                                      | 650                                      | 632                                      | 686                                      | 758                                      | 683                                      | 658                                      |

★★ De 1900 a 1950 os dados referem-se à população "de facto", ou seja, que estava presente no município à data em que os censos se realizaram. Daí que se registem algumas diferenças relativamente à designada população residente

## Política

### Eleições autárquicas[11]
| Data | %     | V     | %            | V            | %       | V       | %              | V       | %              | V   | %              | V       | %              | V      | %              | V   | %              | V   | %  | V  | Participação |                |
| Data | PS    | PS    | FEPU/APU/CDU | FEPU/APU/CDU | PPD/PSD | PPD/PSD | CDS-PP         | CDS-PP  | PSN            | PSN | PSD-CDS        | PSD-CDS | IND            | IND    | MPT            | MPT | PPM            | PPM | CH | CH | Participação |                |
| ---- | ----- | ----- | ------------ | ------------ | ------- | ------- | -------------- | ------- | -------------- | --- | -------------- | ------- | -------------- | ------ | -------------- | --- | -------------- | --- | -- | -- | ------------ | -------------- |
| Data | 1976  | 67,25 | 4            | 22,85        | 1       |         |                |         |                |     |                |         |                |        |                |     |                |     |    |    |              | 57,44 / 100,00 |
| 1979 | 22,64 | 1     | 33,67        | 2            | 39,43   | 2       | 76,53 / 100,00 |         |                |     |                |         |                |        |                |     |                |     |    |    |              |                |
| 1982 | 34,21 | 2     | 35,11        | 2            | 25,99   | 1       | 73,88 / 100,00 |         |                |     |                |         |                |        |                |     |                |     |    |    |              |                |
| 1985 |       |       | 45,79        | 2            | 48,91   | 3       | 74,00 / 100,00 |         |                |     |                |         |                |        |                |     |                |     |    |    |              |                |
| 1989 | 29,07 | 2     | 37,93        | 2            | 28,63   | 1       | 74,40 / 100,00 |         |                |     |                |         |                |        |                |     |                |     |    |    |              |                |
| 1993 | 33,26 | 2     | 20,86        | 1            | 30,67   | 2       | 11,57          | -       | 0,93           | -   | 70,48 / 100,00 |         |                |        |                |     |                |     |    |    |              |                |
| 1997 | 57,19 | 4     | 9,14         | -            | 22,99   | 1       | 6,59           | -       |                |     | 76,46 / 100,00 |         |                |        |                |     |                |     |    |    |              |                |
| 2001 | 56,50 | 4     | 4,61         | -            | 26,52   | 1       | 7,97           | -       | 73,02 / 100,00 |     |                |         |                |        |                |     |                |     |    |    |              |                |
| 2005 | 46,88 | 3     | 3,81         | -            | CDS-PP  | CDS-PP  | PPD/PSD        | PPD/PSD | 45,71          | 2   | 77,00 / 100,00 |         |                |        |                |     |                |     |    |    |              |                |
| 2009 | 48,18 | 3     | 8,87         | -            | CDS-PP  | CDS-PP  | PPD/PSD        | PPD/PSD | 27,88          | 2   | 10,04          | -       | 73,30 / 100,00 |        |                |     |                |     |    |    |              |                |
| 2013 | 46,53 | 3     | 8,67         | -            | CDS-PP  | CDS-PP  | PPD/PSD        | PPD/PSD | 41,30          | 2   |                |         | 75,30 / 100,00 |        |                |     |                |     |    |    |              |                |
| 2017 | 45,49 | 3     | 8,40         | -            | 36,11   | 2       | 5,95           | -       |                |     | CDS-PP         | CDS-PP  | CDS-PP         | CDS-PP | 72,42 / 100,00 |     |                |     |    |    |              |                |
| 2021 | 36,80 | 2     | 8,12         | -            | CDS-PP  | CDS-PP  | PPD/PSD        | PPD/PSD | 47,14          | 3   |                |         |                |        | 4,95           | -   | 72,59 / 100,00 |     |    |    |              |                |

### Eleições legislativas
| Data | %     | %     | %     | %     | %     | %        | %     | %     | %     | %     | %    | %   | %       | % | %  | %  |
| Data | PS    | PCP   | PSD   | CDS   | UDP   | APU/ CDU | AD    | FRS   | PRD   | PSN   | BE   | PAN | PSD CDS | L | CH | IL |
| ---- | ----- | ----- | ----- | ----- | ----- | -------- | ----- | ----- | ----- | ----- | ---- | --- | ------- | - | -- | -- |
| 1976 | 38,02 | 28,91 | 11,08 | 10,87 | 1,46  |          |       |       |       |       |      |     |         |   |    |    |
| 1979 | 24,81 | APU   | AD    | AD    | 1,67  | 35,90    | 28,28 |       |       |       |      |     |         |   |    |    |
| 1980 | FRS   | APU   | AD    | AD    | 0,83  | 33,96    | 35,02 | 24,18 |       |       |      |     |         |   |    |    |
| 1983 | 32,33 | APU   | 22,83 | 3,26  | 0,39  | 35,35    |       |       |       |       |      |     |         |   |    |    |
| 1985 | 19,71 | APU   | 24,07 | 2,94  | 0,89  | 28,48    | 16,24 |       |       |       |      |     |         |   |    |    |
| 1987 | 17,45 | CDU   | 40,36 | 2,59  | 0,49  | 20,75    | 9,94  |       |       |       |      |     |         |   |    |    |
| 1991 | 30,73 | CDU   | 44,72 | 2,92  |       | 13,41    | 0,58  | 1,17  |       |       |      |     |         |   |    |    |
| 1995 | 54,35 | CDU   | 25,27 | 5,24  | 0,28  | 9,68     |       |       |       |       |      |     |         |   |    |    |
| 1999 | 59,90 | CDU   | 22,54 | 4,98  |       | 8,08     | 0,30  | 0,73  |       |       |      |     |         |   |    |    |
| 2002 | 52,32 | CDU   | 33,37 | 4,33  | 6,01  |          | 0,50  |       |       |       |      |     |         |   |    |    |
| 2005 | 61,78 | CDU   | 21,94 | 3,42  | 5,59  | 3,85     |       |       |       |       |      |     |         |   |    |    |
| 2009 | 46,33 | CDU   | 24,37 | 5,06  | 9,49  | 8,92     |       |       |       |       |      |     |         |   |    |    |
| 2011 | 37,37 | CDU   | 34,36 | 7,16  | 10,31 | 4,08     | 0,93  |       |       |       |      |     |         |   |    |    |
| 2015 | 49,46 | CDU   | CDS   | PSD   | 10,49 | 6,05     | 0,15  | 27,34 | 0,08  |       |      |     |         |   |    |    |
| 2019 | 43,47 | CDU   | 25,95 | 3,34  | 10,66 | 5,00     | 1,11  |       | 0,37  | 4,17  | 0,09 |     |         |   |    |    |
| 2022 | 39,85 | CDU   | 28,83 | 0,99  | 8,78  | 1,49     | 0,17  | 0,25  | 16,32 | 1,08  |      |     |         |   |    |    |
| 2024 | 31,68 | CDU   | AD    | AD    | 5,12  | 26,04    | 1,83  | 0,37  | 0,95  | 29,77 | 0,88 |     |         |   |    |    |

## Mouranenses ilustres
- Marco Paulo
- Ana Esquível
- José Maria Rojão
- Agostinho José Fortes
- Rita Ravasco
- Maria Odete Sequeira Martins
- João Limpo Pimentel Pereira de Lacerda
- Artur Nobre de Gusmão
- Francisco Borges Barreto
- Ravasco dos Anjos
- Libânio Esquível
- Cristóvão de Mendonça
- Hernâni Neves
- Manuel da Costa